# Sophonia nigromarginata
Sophonia nigromarginata är en insektsart som beskrevs av Cai och Shen 1998. Sophonia nigromarginata ingår i släktet Sophonia och familjen dvärgstritar. Inga underarter finns listade i Catalogue of Life.